# معاملة المثليين في بليز
قد يواجه الأشخاص من المثليين والمثليات ومزدوجي التوجه الجنسي والمتحولين جنسياً (اختصاراً: LGBT) في بليز تحديات قانونية لا يواجهها غيرهم من المغايرين جنسيا. كان النشاط الجنسي المثلي غير قانوني في بليز حتى عام 2016، عندما أعلنت المحكمة العليا قانون مكافحة السدومية في بليز غير دستوري.
يوجد لدى بليز أيضًا قانون يحظر المثليين الأجانب من دخول البلاد، رغم أن القانون لم يتم تطبيقه مطلقًا. ومع ذلك، فإن قرار المحكمة بإلغاء قانون السدومية ينص أيضًا على أن الدستور يحظر التمييز على أساس التوجه الجنسي للشخص. ويجري حاليا استئناف حكم المحكمة العليا إلى محكمة العدل الكاريبية.
عقدت بليز أسبوع الفخر الأول في أغسطس 2017. تم استضافة أنشطة لزيادة الوعي والقبول في جميع أنحاء البلاد.

## قانونية النشاط الجنسي المثلي
وفقًا للمادة 53 من القانون الجنائي بليز، «كل شخص يقوم باتصال جسدي ضد الطبيعة مع أي شخص... يكون عرضة للسجن لمدة 10 سنوات.» قيل في تحدي القسم 53 من القانون الجنائي أن المثلية الجنسية في حد ذاتها ليست غير قانونية، ولكن أي عمل جنسي ليس «جنسا لعضو تم إدخاله في المهبل» غير قانوني، بما في ذلك الجنس عن طريق الفم، ممارسة الجنس الشرجي بين الأشخاص المغايرين أو الأشخاص المثليين، العادة السرية، إلخ. تم إلغاء المادة 53 في 10 أغسطس 2016 باعتبارها انتهاكًا لدستور بليز.
في حين تم إزالة الحظر على السدومية في جزر البهاما من قبل البرلمان في عام 1991 وتم إلغاء هذا الحظر في الأقاليم البريطانية لما وراء البحار في عام 2000 بموجب أمر من مجلس المملكة المتحدة، يعتبر حظر السدومية في بليز هو الأول من نوعه في مستعمرة بريطانية سابقة في منطقة البحر الكاريبي يتم إلغاؤه قضائيا. ويعتبر أيضًا آخر حظر على السدومية في أمريكا الوسطى تم إلغاؤه.

### كايلب أوروزكو ضد النائب العام لبليز

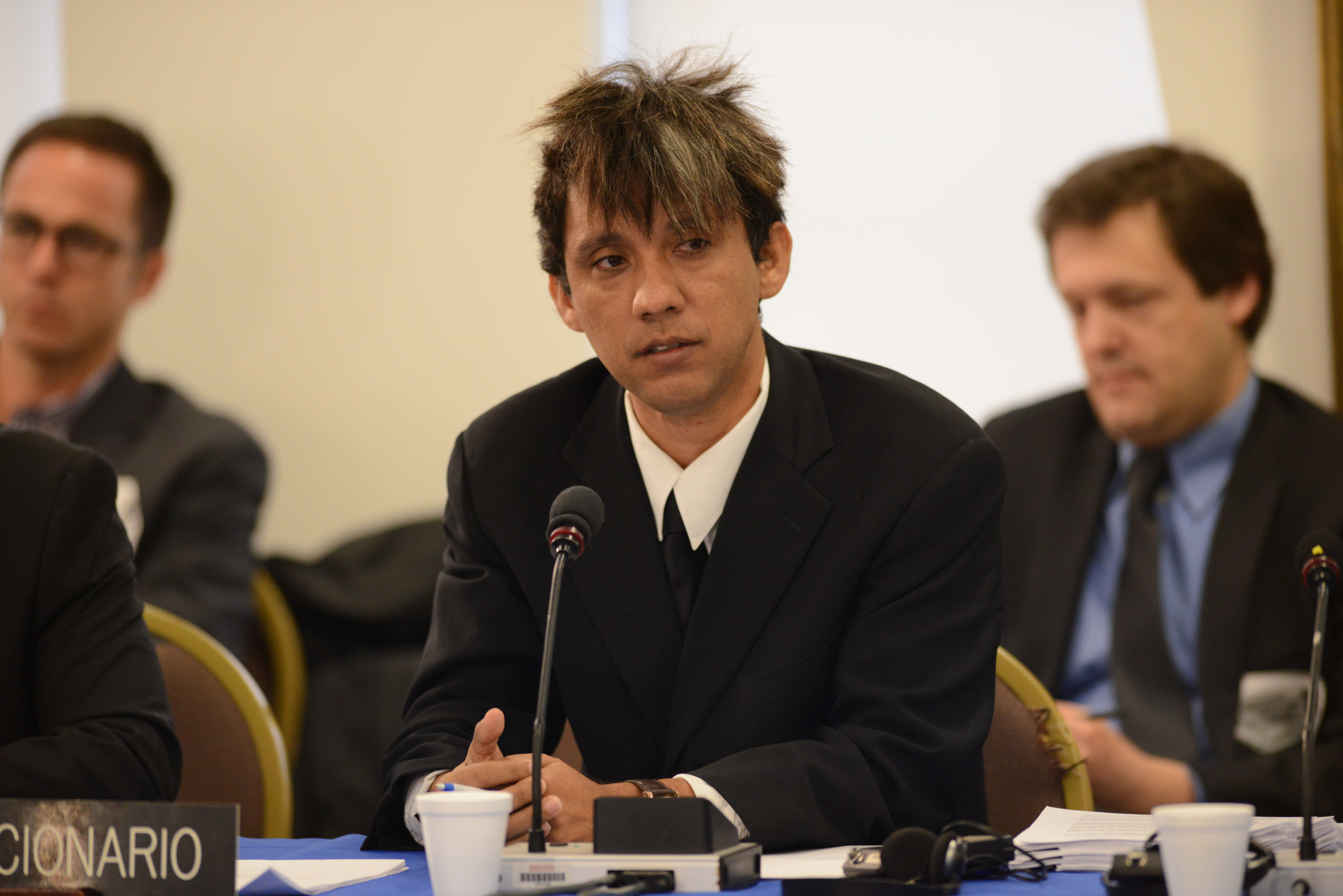
جادل كايلب أوروزكو في المحكمة بنجاح بأن حظر السدومية في بليز كان غير دستوري.

في سبتمبر 2010، تقدمت «حركة الدعوة المتحدة في بليز» (بالإنجليزية: United Belize Advocacy Movement)‏ ومديرها التنفيذي كايلب أوروزكو بشكل مشترك في محكمة القضاء العليا في بليز بدعوى تتحدى دستورية قانون حظر السدومية في بليز بدعم من لجنة الحقوقيين الدولية، رابطة محامي الكومنولث، وصندوق الكرامة الإنسانية.
جادل محامي «الأطراف الكنسية المهتمة» (بالإنجليزية: Church Interested Parties)‏ (الذي يتألف من الكنيسة الكاثوليكية الرومانية، والهيئة المؤسسية لكنيسة إنجلترا في بليز، والرابطة الإنجيلية للكنائس) في يناير 2012 بأن «حركة الدعوة المتحدة في بليز» ليس لها مكانة في رفع الدعوى لأنها، كمنظمة، ليس لديها حقوق مضمونة دستوريا. بالاعتماد على المادة 20 من دستور بليز، انحازت المحكمة إلى «الأطراف الكنسية المهتمة» في 27 أبريل 2012 وطردت «حركة الدعوة المتحدة في بليز» كمطالب. في ديسمبر 2012، منح القاضية ميشيل أرانا «حركة الدعوة المتحدة في بليز» وضع «الطرف المهتم»، وهو نفس الوضع الممنوح «للأطراف الكنسية المهتمة».
استمعت القضية في محكمة العدل العليا في مايو 2013، وسط أعمال عنف وتهديدات بالقتل تلقاها نشطاء المثليين. في 10 أغسطس 2016، قضى كبير القضاة كينيث بنجامين أن المادة 53 من القانون الجنائي لبليز تنتهك الحماية الدستورية للمساواة والكرامة والخصوصية الشخصية. نجح أوروزكو في جميع النقاط في القرار، حيث أكد بنيامين مجددًا أن المحكمة مطالبة باتخاذ قرار قانوني بدلاً من إصدار حكم أخلاقي. أمر بنيامين بتعديل القانون الجنائي بإدخال عبارة «لا ينطبق هذا القسم على الأفعال الجنسية التي تتم بالتراضي بين البالغين». ومضى إلى القول إن دستور بليز يجب أن يكون متسقًا مع التفسيرات الدولية وأوضح أن «الجنس» كما هو مذكور في المادة 16 (3) من الدستور، يشمل التوجه الجنسي.
في 17 أغسطس 2016، أعلنت الحكومة أنها لن تستأنف الحكم أمام محكمة العدل الكاريبية، لكن يجوز للأطراف المعنية الأخرى الطعن. بعد اجتماع مع الزعماء الدينيين في 9 سبتمبر، عكست الحكومة موقفها وأعلنت أنها ستقدم طعناً جزئياً في الحكم، مستأنفة على وجه التحديد الإعلان بأن الدستور يحظر التمييز على أساس التوجه الجنسي. تقدمت الأطراف المهتمة بطلب لاستئناف الحكم في 16 سبتمبر. في 4 أكتوبر 2016، رفض رئيس المحكمة العليا الاستئناف المقدم من «الرابطة الإنجيلية الوطنية لبليز» (بالإنجليزية: the National Evangelical Association of Belize)‏ للقضية لأن المنظمة لم تكن طرفًا مهتمًا في القضية. في مارس 2018، انسحبت الكنيسة الكاثوليكية في بليز رسميًا من الطعن، تاركة حكومة بليز باعتبارها المستأنف الوحيد للقرار المتعلق بالمادة 53. مع انسحاب الكنيسة الكاثوليكية، تم الاعتراف بأن العلاقات الجنسية بين البالغين المتوافقين كانت تم إضفاء صفة قانونية كاملة عليها في بليز، لأن الطعن الجزئي المقدم من الحكومة لا يتعلق إلا بما إذا كان فقرة مناهضة التمييز في الدستور التي تشير إلى الجنس يمكن تفسيرها على أنها تحظر التمييز على أساس التوجه الجنسي.
في 29 أكتوبر 2018، استمعت محكمة الاستئناف إلى الحجج الكاملة من كلا الجانبين. كان موقف الفريق القانوني لكايلب أوروزكو هو أنه ينبغي رفض الطعن، حيث أن الدولة ليس لديها أي اعتراض على إعلان المادة 53 من القانون الجنائي غير دستوري، فإن الاستئناف الجزئي بشأن التمييز قد لا يكون له أي تأثير. قال «ويستمن جيمس»، بأن الطعن «أكاديمي»، لأن الدستور يحمي مجتمع المثليين من التمييز، وهذا يعني أنه حتى لو تم إسقاط هذا الجزء من الحكم، فلن تتمكن الحكومة من التمييز ضد شريحة معينة من السكان. جادل «نايجل هوك»، المحامي العام لبليز، بأن الحكم كان بمثابة توسع قضائي لإعادة تعريف الحماية الدستورية الممنوحة لعدم التمييز على أساس «الجنس» بحيث تمتد إلى «التوجه الجنسي». وردت «ليزا شومان» الحجة قائلًا: «القضاة هم الأوصياء على ما يعنيه الدستور، إن وظيفتهم هي تفسير الدستور». مشيرةً إلى أن التزامات المعاهدة الدولية التي أبرمتها بليز تُستخدم عادةً لتفسير تفسير القانون المحلي، ودحضت زعم التخطي القانوني. تم الاحتفاظ بالنطق بالحكم في الاستئناف في انتظار مزيد من النظر فيه.

### معارضة الكنيسة لإلغاء التجريم
رداً على القضية المرفوعة من قبل «حركة الدعوة المتحدة في بليز» وكاليب أوروزكو، كان رد فعل الكنائس الكاثوليكية والبروتستانتية سلبيًا، قائلين إن زواج المثليين سيكون التالي. في 3 ديسمبر 2011، نظم مجلس الكنائس تجمع «اتخاذ موقف» لمعارضة قضية «حركة الدعوة المتحدة في بليز».
عقد مجلس كنائس بليز مسيرة «منتدى العمل/الأسرة في بليز» في 23 نوفمبر 2011 للتعبير عن معارضته لإزالة التجريم كجزء من «خطة مدبرة من الظلام الشيطاني لإبعاد الرب عن دستورنا وفتح بوابات ضخمة للتأثير والتدمير الشيطاني سيؤثر ذلك على الاجيال القادمة جيلا بعد جيل».

### ضغوط من الولايات المتحدة
في ديسمبر 2011، انتقد رئيس الولايات المتحدة باراك أوباما الدول التي تضطهد المثليين جنسياً. رداً على ذلك، كرر رئيس وزراء بليز «دين بارو» أن بليز لن تغير قوانينها.
وقال إن القضية هي لبليز للتعامل معها وإذا كانت الولايات المتحدة تريد معاقبة الدول عن طريق إزالة المساعدات الأجنبية لمواصلة هذه الممارسة، ثم «سيكون عليهم قطع مساعداتهم».

## حظر الهجرة
بموجب المادة 5 (1) من قانون الهجرة، «هؤلاء الأشخاص مهاجرون محظورون... ... (هـ) أي عاهرة أو مثلي أو أي شخص قد يكون يعيش أو يتلقى أو ربما كان يعيش أو يتلقى عائدات الدعارة أو السلوك المثلي».
تم تقديم تحدٍ من قِبل الناشط الجامايكي موريس توملينسون في عام 2013 لحظر الهجرة في كل من ترينيداد وتوباغو وبليز. طلب توملينسون من جامايكا، موطنه، الإصرار على إزالة حظر السفر في هذه البلدان على أساس أحكام الجماعة الكاريبية لحرية تنقل مواطني البلدان الأعضاء. رفضت جامايكا، وطلب توملينسون من محكمة العدل الكاريبية طلب الإذن برفع القضية مباشرة. في مايو 2014، مُنح توملينسون إذنًا للطعن في قوانين الهجرة في كلا البلدين. في أكتوبر 2014، انضمت الجماعة الكاريبية للقضية كطرف مهتم يدعم حجج توملينسون. في 18 مارس 2015، تم سماع التحدي بالادعاءات بأن حظر الهجرة يختزل حقوق حرية التنقل للمواطنين الكاريبيين الواردة في معاهدة تشاغواراماس. في 10 يونيو 2016، قضت محكمة العدل الكاريبية بعدم انتهاك ترينيداد وتوباغو وبليز لحرية حركة توملينسون، ورفضت قضيته. وكتوضيح، أشار الحكم إلى أنه لا يمكن لأي دولة حظر المثليين من بلدان الجماعة الكاريبية من دخول بلدانهم بسبب التزاماتهم بموجب المعاهدة، «بصرف النظر عن قوانينهم التي تحظر دخول المثليين».

## الحماية من التمييز
وجد تقرير حقوق الإنسان لعام 2011 وزارة الخارجية الأمريكية ما يلي:
«لا يحمي القانون التوجه الجنسي أو الهوية الجندرية. [...] كان من الصعب التأكد من مدى التمييز [في عام 2011] على أساس التوجه الجنسي بسبب عدم الإبلاغ عن حالات التمييز من خلال القنوات الرسمية. ذكرت» حركة الدعوة المتحدة في بليز«، وهي المنظمة الوحيدة للمثليين والمثليات ومزدوجي التوجه الجنسي والمتحولين جنسياً في البلاد، أن استمرار المضايقات والإهانات من قبل العامة والشرطة يؤثران على أنشطتها، لكن أعضائها كانوا يترددون في تقديم شكاوى. لم تكن هناك مسيرات فخر للمثليين تم تنظيمها خلال العام بسبب مخاوف من أعضاء» حركة الدعوة المتحدة في بليز«حول ردود الفعل السلبية المحتملة للعامة.»
في 10 أغسطس 2016، قضت المحكمة العليا بأن المادة 53 من القانون الجنائي بليز غير دستورية (انظر أعلاه). أوضح كبير القضاة كينيث بنجامين أن «الجنس» كما هو مذكور في المادة 16 (3) من الدستور، يشمل التوجه الجنسي. لذلك، يحظر دستور بليز التمييز على أساس التوجه الجنسي.
في عام 1996، وقع وزير الشؤون الخارجية دين بارو (الذي سيصبح فيما بعد رئيس الوزراء)، على معاهدة متعددة الأطراف للأمم المتحدة تعرف باسم العهد الدولي الخاص بالحقوق المدنية والسياسية. في عام 1993، فسرت لجنة حقوق الإنسان التابعة للأمم المتحدة لغة المعاهدة لتشمل التفضيل الجنسي في حظر التمييز على أساس الجنس. وفقًا لرئيس القضاة بنجامين، بتوقيع دين بارو على المعاهدة، وافقت بليز ضمنيًا على هذا التفسير، ويجب تفسير دستور بليز على نفس المنوال.
في عام 2018، خلال الاستعراض الدوري الشامل، قبلت بليز 15 توصية متعلقة بمجتمع المثليين، من معالجة التمييز والعنف وجرائم الكراهية ضد المثليين والمثليات ومزدوجي التوجه الجنسي والمتحولين جنسيا، وبأن يحصلوا على علاج فيروس نقص المناعة البشرية. دعت التوصيات، والتي قدم أغلبها من قبل الدول المتقدمة (وهي الأرجنتين، أستراليا، البرازيل، تشيلي، فرنسا، ألمانيا، آيسلندا، جمهورية أيرلندا، إيطاليا، المكسيك، إسبانيا، أوكرانيا، والولايات المتحدة، والأوروغواي) إلى اتخاذ تدابير تشريعية لحظر التمييز في التوظيف والإسكان والخدمات الحكومية ضد المثليين والمثليات ومزدوجي التوجه الجنسي والمتحولين جنسيا، والحد من وصمة العار المجتمعية من خلال الحملات التعليمية، وتدريب مسؤولي الشرطة على الاستجابة بشكل مناسب للعنف، واتخاذ خطوات ملموسة لضمان حصول الجميع على علاج فيروس نقص المناعة البشرية.

## الرأي العام
في عام 2013، أجرى برنامج الأمم المتحدة المشترك لفيروس نقص المناعة البشرية/الإيدز دراسة استقصائية لـ 773 بليزيًا تتراوح أعمارهم بين 18 و 64 عامًا. ووجدت الدراسة أن 34% يعتبرون أنفسهم يقبلون بالمثليين، بينما يعتبر 34% آخرون أنفسهم متسامحين مع المثليين. من بين جميع البلدان الكاريبية التي شملها الاستطلاع، حصلت بليز وسورينام على أعلى نسبة قبول للمثليين.

## ظروف الحياة
منذ حكم المحكمة العليا الصادر في أغسطس 2016، أصبحت منظمات المثليين أكثر وضوحًا ونشاطًا. كما تم إلهام الشباب من مجتمع المثليين للإفصاح عن ميولهم.

### السياحة
لطالما كانت بليز وجهة سياحية شهيرة للأشخاص من مجتمع المثليين. تستضيف العديد من منتجعات العطلات أحداث مجتمع المثليين. تعتبر سان بيدرو تاون الوجهة الأكثر ودية للسياح من مجتمع المثليين في بليز. لديها حياة ليلية مثلية مزدهرة خلال موسم الذروة. العديد من الشركات مملوكة ويديرها أشخاص من مجتمع المثليين بشكل علني في المدينة.
في عام 2009، رحبت كيم سيمبليس بارو، زوجة رئيس الوزراء دين بارو، شخصيًا بوصول سفينة سياحية لمثليات الجنس، تطوع راكباتها في مستشفى محلي للأطفال.

## ملخص
| قانونية النشاط الجنسي المثلي                                                             | (منذ عام 2016) |
| المساواة في السن القانوني للنشاط الجنسي                                                  | (منذ عام 2016) |
| قوانين مكافحة التمييز في التوظيف                                                         | (منذ عام 2016) |
| قوانين مكافحة التمييز في توفير السلع والخدمات                                            | (منذ عام 2016) |
| قوانين مكافحة التمييز في جميع المجالات الأخرى (تتضمن التمييز غير المباشر، خطاب الكراهية) | (منذ عام 2016) |
| قوانين مكافحة أشكال التمييز المعنية بالهوية الجندرية                                     | No             |
| زواج المثليين                                                                            | No             |
| الاعتراف القانوني بالعلاقات المثلية                                                      | No             |
| السماح بالتبني للشخص العازب بغض النظر عن التوجه الجنسي                                   | No             |
| تبني أحد الشريكين للطفل البيولوجي للشريك الآخر                                           | No             |
| التبني المشترك للأزواج المثليين                                                          | No             |
| يسمح للمثليين والمثليات الخدمة علناً في القوات المسلحة                                    | No             |
| الحق بتغيير الجنس القانوني                                                               | No             |
| علاج التحويل محظور على القاصرين                                                          | No             |
| الحصول على أطفال أنابيب للمثليات                                                         | No             |
| الأمومة التلقائية للطفل بعد الولادة                                                      | No             |
| تأجير الأرحام التجاري للأزواج المثليين من الذكور                                         | No             |
| السماح للرجال الذين مارسوا الجنس الشرجي التبرع بالدم                                     | No             |